# Theobroma (botanica)
Theobroma L., 1753 è un genere di piante della famiglia delle Malvacee, diffuso nella fascia tropicale delle Americhe.
La specie più nota è Theobroma cacao, semplicemente noto come cacao.

## Etimologia
Theobroma vuol dire cibo degli dei, nome che deriva dall'uso sacro di questa pianta nelle civiltà mesoamericane.

## Tassonomia
Il genere Theobroma era tradizionalmente assegnato alla famiglia Sterculiaceae, ma la moderna classificazione APG lo colloca nella sottofamiglia Byttnerioideae delle Malvacee.
Comprende le seguenti specie:
- Theobroma angustifolium Sessé & Moc. ex DC.
- Theobroma bernoullii Pittier
- Theobroma bicolor Humb. & Bonpl. - mocambo
- Theobroma cacao L. - cacao
- Theobroma canumanense Pires & Fróes ex Cuatrec.
- Theobroma cirmolinae Cuatrec.
- Theobroma gileri Cuatrec.
- Theobroma glaucum H. Karst.
- Theobroma grandiflorum (Willd. ex Spreng.) K.Schum. - cupuaçu
- Theobroma hylaeum Cuatrec.
- Theobroma mammosum Cuatrec. & Jorge León
- Theobroma microcarpum Mart.
- Theobroma nemorale Cuatrec.
- Theobroma obovatum Klotzsch ex Bernoulli
- Theobroma simiarum Donn. Sm.
- Theobroma sinuosum Pav. ex Huber
- Theobroma speciosum Willd. ex Spreng. - cacaui
- Theobroma subincanum Mart.
- Theobroma sylvestre Aubl. ex Mart. in Buchner
- Theobroma velutinum Benoist

## Usi
Varie specie di Theobroma sono commestibili.  Fra questi soprattutto il Theobroma cacao, da cui vengono il cacao e la cioccolata, ma anche il cupuaçu (Theobroma grandiflorum) e il mocambo (Theobroma bicolor).